# 基亞什基夫西克
50°19′16″N 33°49′20″E / 50.32111°N 33.82222°E
基亞什基夫西克（烏克蘭語：Кияшківське），是烏克蘭中部的村莊，隸屬波爾塔瓦州的米爾霍羅德區。該村距離佩特羅謝利夫卡、布托維切西克和克魯格利克0.5公里，始建於1680年，面積0.43平方公里，海拔高度163米，2001年人口98。